# Things We Said Today
Things We Said Today is een lied van het Britse schrijversduo Lennon-McCartney. Het nummer werd voornamelijk geschreven door Paul McCartney. Het lied werd op 10 juli 1964 in Groot-Brittannië door The Beatles uitgebracht als B-kant van de single A Hard Day's Night. Deze single stond in Groot-Brittannië in 1964 drie weken op de eerste plaats van de UK Singles Chart. Het nummer verscheen op 10 juli 1964 ook op de soundtrack van de eerste speelfilm van The Beatles, A Hard Day's Night.

## Achtergrond
Things We Said Today werd door McCartney geschreven in mei 1964 tijdens een vakantie op de Bahama's met zijn toenmalige vriendin Jane Asher, Beatles drummer Ringo Starr en zijn vrouw Maureen Starkey. Tijdens deze vakantie verbleef het viertal op een jacht. McCartney herinnert zich dat hij op een dag zich afzonderde van de rest van de groep om een lied te schrijven in een van de scheepskabines. Omdat hij daar de geur van olie rook en de beweging van de boot voelde, maakte hij het lied op het achterdek van de jacht af.
McCartney omschrijft Things We Said Today als "future nostalgia". Het lied speelt zich af in de toekomst waarin met nostalgie wordt terug gekeken op het heden. Hiermee verwijst McCartney naar zijn relatie met de actrice Asher. Doordat beiden succesvolle carrières hadden, konden ze steeds minder tijd met elkaar doorbrengen. In het lied wordt terug gekeken op de gelukkige periodes waarin ze wel bij elkaar konden zijn.
McCartney heeft aangegeven vooral tevreden te zijn over het akkoordenschema van het nummer. Met name over de overgang van het F-akkoord naar het B-akkoord en niet naar het meer voor de hand liggende F mineur-akkoord.

## Opnamen
The Beatles namen op 2 juni 1964 Things We Said Today in slechts drie takes op in de Abbey Road Studios in Londen. De eerste take was een incomplete opname, de tweede was wel compleet. De derde take bestond uit enkele overdubs: McCartney nam zijn zang nogmaals op, Starr voegde een tamboerijn toe aan het nummer en John Lennon speelde piano. De pianopartij van Lennon werd niet meegenomen in de definitieve mix van het nummer. Maar omdat door gebrekkige separatie het geluid van de piano ook in de microfoons van de andere instrumenten terechtkwam kan toch iets van Lennons pianopartij gehoord worden tijdens het nummer.

## Release
Op 10 juli 1964 werd Things We Said Today in Groot-Brittannië uitgebracht als B-kant van de A Hard Day's Night-single. In de Verenigde Staten werd ervoor gekozen om I Should Have Known Better als B-kant uit te brengen en niet Things We Said Today. De Britse single met Things We Said Today op de B-kant kwam op 17 juli op de derde plaats binnen in de UK Singles Chart en bereikte de volgende week de eerste plaats. In totaal bleef de single 13 weken in de hitlijst staan, waarvan drie op de eerste plaats.
Het nummer werd op 10 juli 1964 ook uitgebracht als de tiende track op de soundtrack van de film A Hard Day's Night. Dit album bereikte wereldwijd de eerste plaats in de albumlijsten. In de Verenigde Staten verscheen het nummer niet op de soundtrack, maar werd op 20 juli uitgebracht op het album Something New.
The Beatles namen Things We Said Today in 1964 tweemaal op voor radioprogramma's van de BBC. De opname voor het programma Top Gear werd in 1994 op het verzamelalbum Live at the BBC uitgebracht.

## Credits
- Paul McCartney - zang, basgitaar
- John Lennon - slaggitaar, piano
- George Harrison - leadgitaar
- Ringo Starr - drums, tamboerijn